# 北哈佛 (蒙大拿州)
北哈佛（英語：Havre North）是位於美國蒙大拿州希爾縣的普查規定居民點。

## 人口
根據2020年美國人口普查的數據，北哈佛的面積為8.68平方千米，皆為陸地。當地共有人口726人，而人口密度為每平方千米83.64人。